# Sequía de 1540
La sequía de 1540 fue un clima adverso que impactó a muchas poblaciones en Europa y América. Las temperaturas en la Europa Central excedieron los 40 °C, y algunos la han llamado una "megasequía."

## En el sur
1540, el año de la llegada de Valdivia al valle del Mapocho, fue un año de sequía, que causó hambruna entre los aborígenes. El mapa de la sequía de 1540 muestra que el impacto fue en el centro de Chile y que se extendió hasta la cuenca del Plata.

## En el norte
La así denominada "mega-sequía" de Méjico y Yucatán, que empezó en 1540, ocasionó epidemias y carestías, y no acabó sino hasta 1570; en Durango, la sequía de 1540 se extendió hasta 1579 (hasta 1580, según algunos), y fue la peor de los últimos 700 años. Se ubica esta sequía mejicana de 1540-1579 en el marco de la "épica sequía" —o megasequía— de Norteamérica que se extendió hasta 1600 o 1605 y que ha sido la peor del último milenio y medio.
En España, 1540 fue de sequía, con particular efecto en el otoño e invierno; en todo caso, en el sur de España la sequía de 1540 es simplemente descrita como "severa." Las inusuales sequías del siglo XVI fueron la antesala de la Pequeña Edad del Hielo en España.
La sequía de 1540 en Europa fue tan severa que el agua costaba más que el vino y el humo de los incendios forestales tapaba el sol.  Los ríos Rin, Elba y Sena eran franqueables a pie; el Támesis, por carecer de agua fresca, se llenó de agua del mar.  Se inició la sequía en noviembre de 1539 y duró once meses.

### África
En el África septentrional no estuvieron exentas de la sequía de 1540 Marruecos, ni Argelia, ni, como mínimo, partes de Libia.